# Sever de Ravenna
|  | Per a altres significats, vegeu «Sever». |

Sever de Ravenna (Ravenna, s. III o IV - mitjan s. IV) va ser el dotzè bisbe de Ravenna. És venerat com a sant per diverses confessions cristianes.

## Biografia i veneració
De la seva vida només se'n coneix amb certesa que va participar en el Concili de Sardica (l'actual Sofia en 342-343.

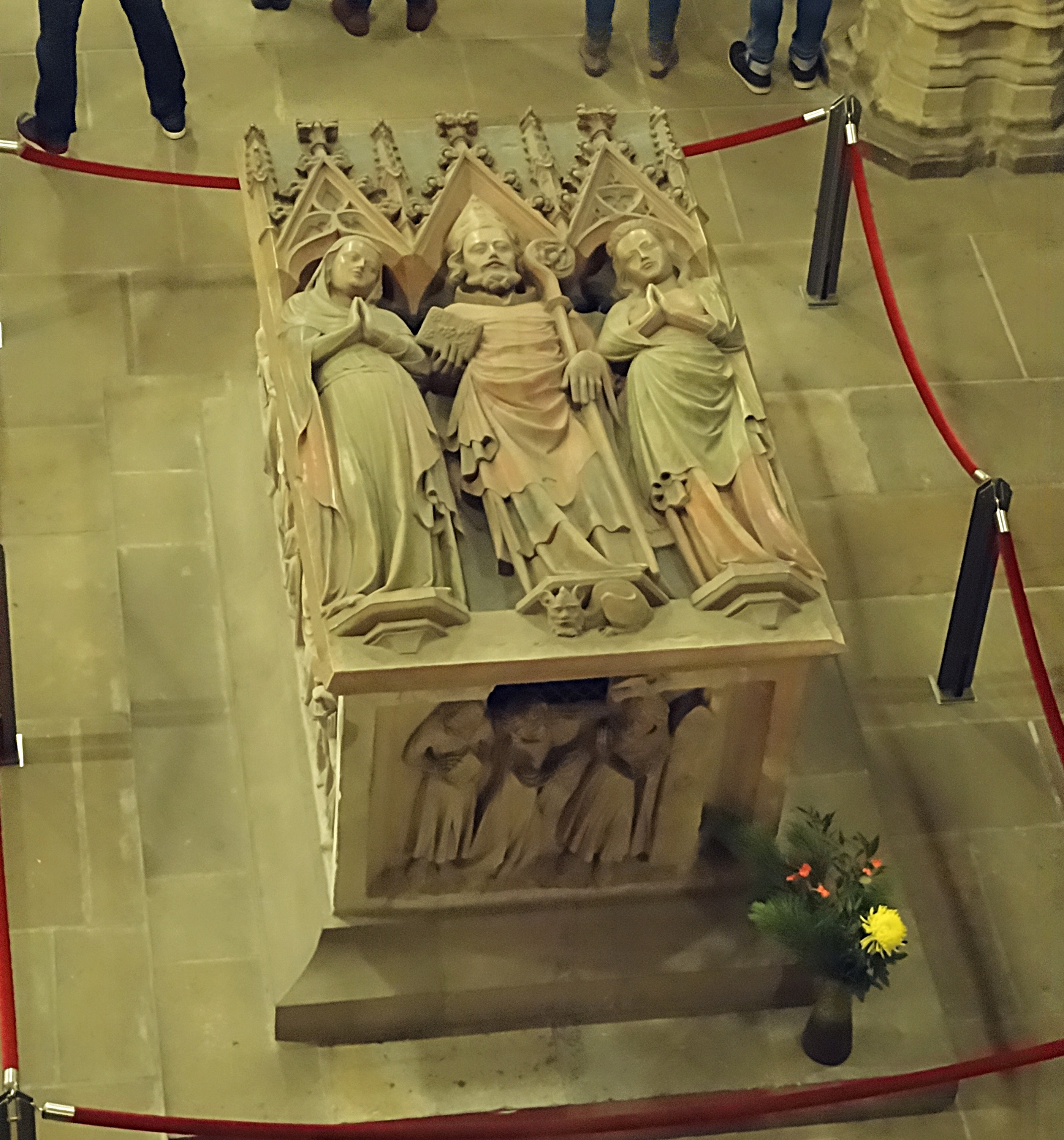
Sepulcre del sant a la Severikirche d'Erfurt.

La llegenda diu que era un teixidor de llana que, essent a l'església a la mort del bisbe Marcel·lí, va ser elegit com a successor seu perquè un colom es va posar sobre el seu cap. Era casat i tenia una filla.
Fou sepultat a Ravenna, a la zona de Classe. Les referències a les translacions de les seves relíquies i els mosaics de Sant'Apollinare són testimonis de l'antiguitat del seu culte. Al segle vi li fou dedicada una basílica, destruïda al segle xv.
Un monjo va portar-ne les relíquies a Alemanya: així, és venerat, a més del nord d'Itàlia, a Magúncia, on va ser el seu cos durant un temps, i Erfurt, on les seves restes descansen en un sarcòfag de marbre esculpit cap al 1360, a la Severikirche (Església de Sever).
La seva figura, barrejada amb altres tradicions i la figura del bisbe Sever II de Barcelona, va donar origen a la figura fictícia de Sant Sever de Barcelona.